# Hemblington
Hemblington is een civil parish in het bestuurlijke gebied Broadland, in het Engelse graafschap Norfolk met 332 inwoners.